# Руско-шведски войни
Въоръжените конфликти между силите на Русия и Швеция датират от XII век и протичат в следните кампании:
| Война                                            | Бележки | Периодизация |
| ------------------------------------------------ | --- | ------------ |
| Шведски кръстоносни походи                       | Серия кампании за контрол над ладожкия търговски път към Византия.                                                                     | 1142 – 1445  |
| Руско-шведска война                              | Съюз на Иван Велики Московски и Йохан Датски срещу Ханзата и Швеция.                                                                   | 1495 – 1497  |
| Шведски поход                                    | Трансграничен търговски спор, възникнал след основаването на Московската компания.                                                     | 1554 – 1557  |
| Ливонска война                                   | Война за контрол над териториите на днешни Естония и Латвия.                                                                           | 1558 – 1582  |
| Четвърта Руско-шведска война                     | Разпалена от Борис Годунов за завладяване на загубената през предната война Естония.                                                   | 1590 – 1595  |
| Поход на Делагарди                               | Шведска военна кампания през Смутните времена за интронизиране на Василий IV.                                                          | 1609 – 1610  |
| Ижорска война                                    | Конфликт след разпада на руско-шведския съюз срещу Речпосполита, след който Русия губи балтийски излаз, а Швеция навлиза в златен век. | 1610 – 1617  |
| Малка северна война                              | Развива се като ескалация на полската гражданска война и води до Шведския потоп.                                                       | 1656 – 1658  |
| Голяма северна война                             | Русия на Петър Велики успява да измести Швеция като водеща балтийска сила.                                                             | 1700 – 1721  |
| Война на Шапките                                 | Избухва в резултат на стремежа на шведската Партия на шапките да възвърне загубените през предишната война територии.                  | 1741 – 1743  |
| Втора Шведско-руска война                        | Повторен опит на Швеция да си възстанови загубеното, но с подкрепата на международна коалиция.                                         | 1788 – 1790  |
| Руско-шведска война (1808 – 1809) (Финска война) | Последната война, довела до откъсване на Финландия от Шведската империя в полза на Русия и политически промени в Швеция.               | 1808 – 1809  |